# Jean Jacques Flipart

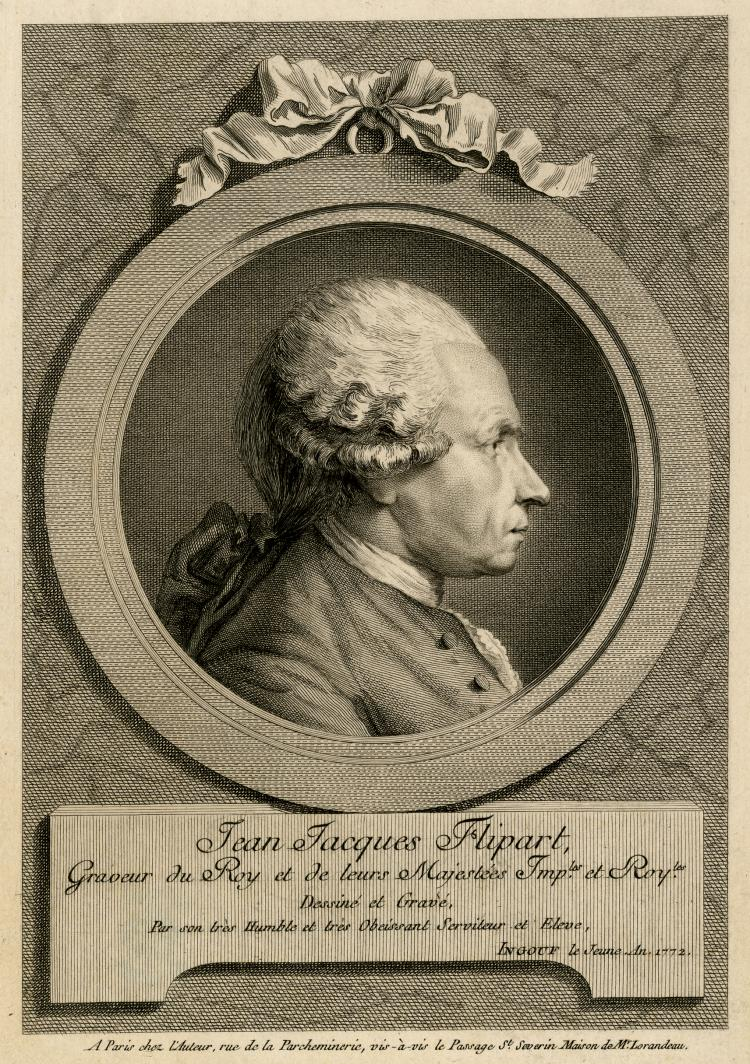
Jean Jacques Flipart, grabador del rey y de sus majestades imperiales, 1772. Dibujo y grabado de su humilde servidor y discípulo François-Robert Ingouf.

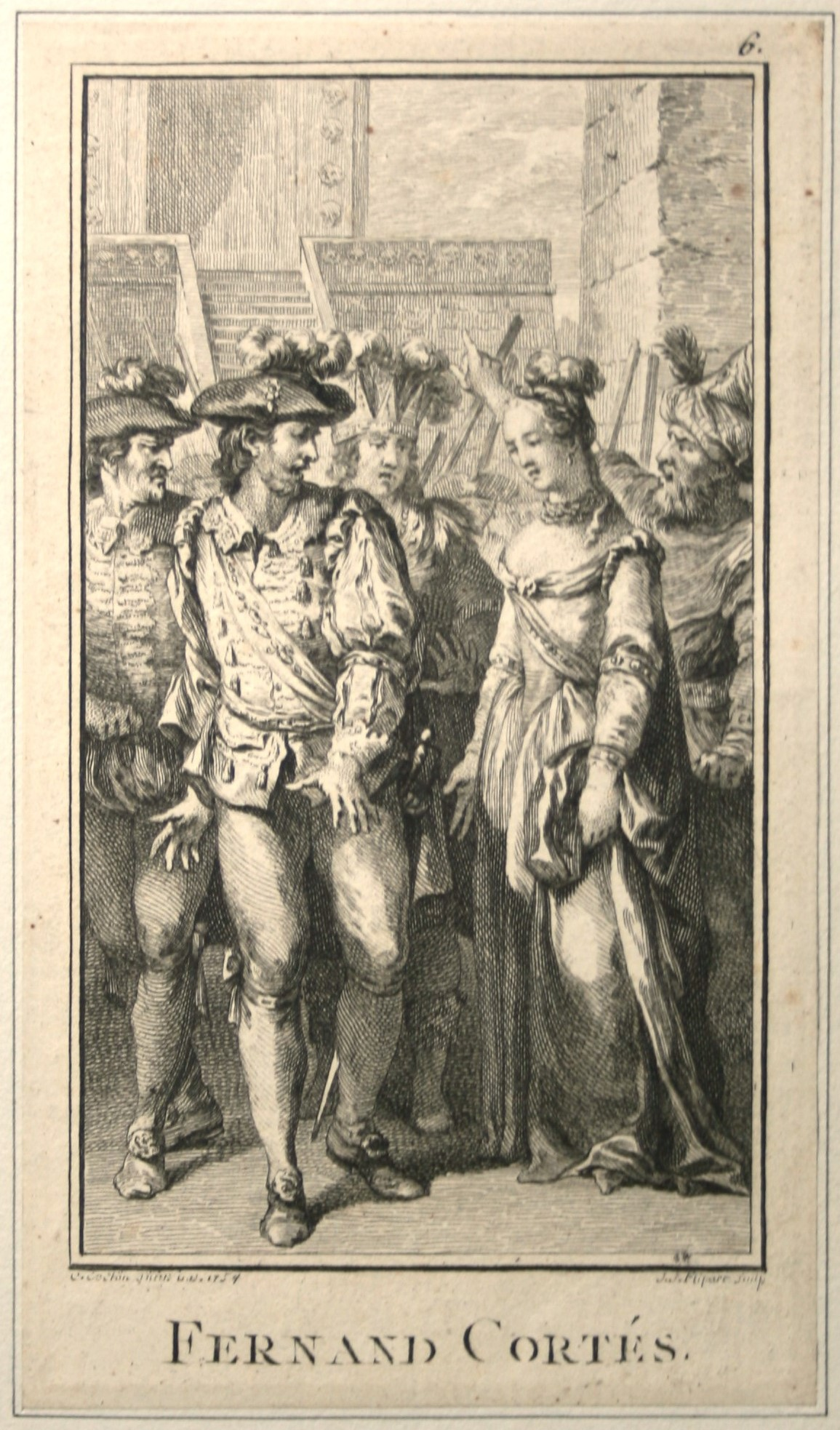
Fernand Cortés, talla dulce. Ilustración para la tragedia de Alexis Piron, Fernand Cortés, en la edición de sus Œuvres, t. III, París, Duchesne, 1758.

Jean Jacques Flipart (París, 1719-1782), grabador a buril y aguafuerte y editor francés. 
Hijo del también grabador Jean-Charles Flipart, con quien se formó inicialmente, y hermano mayor del pintor y grabador Charles-Joseph Flipart, nació en París el 15 de febrero de 1719 y falleció en la misma ciudad el 10 de julio de 1782.
Flipart practicó tanto el grabado de reproducción como, en mayor medida, la ilustración de libros, a menudo por dibujos de Charles-Nicolas Cochin.
Entre los primeros cabe mencionar Adán y Eva tras el pecado y Venus y Eneas, según Charles-Joseph Natoire, El combate de los lapitas y los centauros, según la pintura de Bon Boullogne para su ingreso en la Academia en 1677, la Sagrada Familia según Giulio Romano con destino al Recueil d'estampes d'après les plus célèbres tableaux de la Galerie de Dresde, Dresde, 1753-1757, la Caza del tigre y la Caza del oso, grabados a partir de los originales pintados por François Boucher y Carle van Loo, respectivamente, con destino a la galería de los pequeños apartamentos del rey en el Palacio de Versalles, serie de nueve pinturas de asunto cinegético de la que también formaban parte la Pesca del cocodrilo, grabada por Pasqual Pere Moles, y la Caza del avestruz, grabado abierto por Blas Ametller, o el retrato en busto y de perfil de Jean-Baptiste Greuze pintado por él mismo, grabado que firmó Flipart haciendo constar su condición de amigo del retratado.
Estampas por él firmadas se encuentran, entre otras obras impresas, en la traducción francesa del Elogio de la locura de Erasmo de Róterdam impresa en París en 1751, la traducción italiana del De la naturaleza de las cosas de Lucrecio, Ámsterdam, 1754; los tomos de la Histoire générale des Provinces-Unies de Sellus y Dujardin, a la que contribuyó con cuarenta grabados, retratos en busto de los señores de Holanda hasta Felipe IV de España y de cuerpo entero para los más recientes, París, 1754-1770; las Fábulas escogidas en verso de Jean de la Fontaine, por dibujos de Jean-Baptiste Oudry; el Decamerón de Giovanni Boccaccio, Londres, 1757-1761, por dibujos de Hubert-François Gravelot; la edición de las Obras de Jean Racine impresas en París por M. E. David, 1760, para la que proporcionó seis estampas para el encabezamiento de los capítulos, tres viñetas y veinticuatro cul-de-lampe por dibujos de Jacques de Sève; y el tomo III de las Œuvres d'Aléxis Piron. Avec figures en taille douce d'après les desseins (sic) de Mr. Cochin, París, Duchesne, 1758, en el que es suya la estampa que sirve de frontispicio a la tragedia de Alexis Piron, Fernand Cortés, con una ilustración de la escena V del tercer acto, en la que están presentes Cortés, Montezuma, Elvira, hija de don Pedro, gobernador de Jamaica, deseada tanto por Cortés como por Montezuma, el mismo don Pedro y el Grand-Pêtre de México, ataviado con turbante y apuntando con el índice a lo que pretende ser un templo mexica —orlado de cráneos en piedra—, como modo de mostrar el enojo del gran sacerdote con Montezuma —al que acabará asesinando— por su traición a los dioses de América y su aceptación de las verdades de los españoles.